# Niels Busch-Jensen
Niels Busch-Jensen, né le 21 septembre 1886 à Copenhague (Danemark) et mort le 7 février 1987 dans la même ville, est un homme politique danois, membre des Sociaux-démocrates, ancien ministre et ancien député au Parlement (le Folketing).